# Steppeniltis
Der Steppeniltis (Mustela eversmanii) ist eine Raubtierart aus der Untergattung der Iltisse innerhalb der Familie der Marder (Mustelidae). Er lebt in Osteuropa und Asien.

## Beschreibung
Der Steppeniltis sieht insgesamt dem Europäischen oder Waldiltis sehr ähnlich, hat aber ein helleres Fell und wird etwas größer. Wie alle Iltisse weist er einen langgestreckten schlanken Körper mit kurzen Gliedmaßen auf. Das Fell hat eine niedrige, gelbe Unterwolle und einige schwarze Grannenhaare. Der Bauch und die Beine sind schwarz. Der Iltis zeigt eine schwarze Gesichtsmaske. Hinsichtlich Gewicht und Körpergröße weist er einen starken Geschlechtsdimorphismus auf: während Männchen eine Kopf-Rumpf-Länge von 37 bis 56 Zentimetern und ein Gewicht von bis zu 2 Kilogramm erreichen, sind Weibchen mit 29 bis 52 Zentimetern Kopf-Rumpf-Länge und maximal 1,3 Kilogramm Gewicht deutlich leichter.

## Verbreitung und Lebensraum

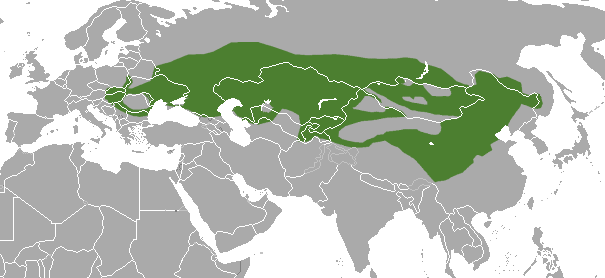
Verbreitungsgebiet des Steppeniltis

Der Steppeniltis kommt schwerpunktmäßig in Osteuropa und Teilen Asiens vor. Seine westliche Verbreitungsgrenze verläuft jeweils in den östlichen Landesteilen Polens, Tschechiens und Österreichs. Nach Osten erstreckt sich sein Verbreitungsgebiet über Zentralasien bis in die Mandschurei. Er besiedelt offenes Gelände wie Steppen und Halbwüsten, lebt aber auch auf Feldern und in Brachland. In Wäldern und Ortschaften kommt er gar nicht vor.

## Lebensweise
Steppeniltisse halten sich meist in der Nähe von Ziesel-Bauten auf – diese Tiere stellen ihre Hauptnahrung dar. Der Iltis erbeutet jedoch auch Hamster und Pfeifhasen. Dazu gräbt er die Tiere aus ihren Bauen. Selten frisst er Insekten, pflanzliche Nahrung meidet er vollkommen. Wenn das Nahrungsangebot knapp wird, zieht der Steppeniltis in eine andere Gegend. Die Tiere bewohnen Baue fremder Tierarten wie Hamster, Kaninchen oder Ziesel. Ihre Notdurft verrichten sie am Ausgang ihres Baues. Sie können eine Reihe verschiedener Laute von sich geben, darunter winseln, zischen und kläffen. Der Steppeniltis verfügt über die Eigenschaft, eine Flüssigkeit aus den Analdrüsen zu verspritzen.

## Fortpflanzung
Die Paarungszeit liegt in den Monaten Februar und März. Nach rund 40-tägiger Tragzeit bringt das Weibchen im April oder Mai ihren Nachwuchs zur Welt. Die Wurfgröße ist deutlich höher als die des Europäischen Iltis und liegt bei vier bis 18 (durchschnittlich acht bis zehn) Jungtieren. Mit rund einem Monat öffnen sich ihre Augen, mit eineinhalb Monaten werden sie entwöhnt und begleiten die Mutter auf Jagdausflüge. Mit drei Monaten sind sie selbständig und mit rund neun Monaten geschlechtsreif.

## Steppeniltis und Menschen
Weil er als Schädlinge angesehene Nagetiere frisst, wird dem Steppeniltis im Allgemeinen mit Wohlwollen begegnet. Ob die domestizierte Iltisform, das Frettchen, letztlich auf den Europäischen oder den Steppeniltis zurückgeht, ist nicht genau geklärt. Manchmal wird er des Iltisfelles wegen gejagt, allerdings nicht im Ausmaß wie verwandte Arten.

## Gefährdung und Schutz
Weltweit wird die Art als nicht bedroht angesehen, was jedoch nicht für das Gebiet der Europäischen Union gilt: Hier (EU-25) wird der Steppeniltis als „stark gefährdet“ (EN) in der Roten Liste geführt.
Die Fauna-Flora-Habitat-Richtlinie führt den Steppeniltis seit 2004 in Anhang II und IV. Hieraus ergibt sich für die EU-Staaten die Verpflichtung, im natürlichen Verbreitungsgebiet der Art Schutzgebiete auszuweisen und innerhalb und außerhalb der Schutzgebiete ein strenges Schutzsystem für die Art einzuführen, das unter anderem die Jagd und jede Beschädigung oder Vernichtung der Fortpflanzungs- oder Ruhestätten verbieten muss. Bulgarien, Österreich, Polen, Rumänien, die Slowakei, Tschechien und Ungarn haben Anteil am natürlichen Verbreitungsgebiet der Art innerhalb der EU. 
In den EU-Staaten wird der Erhaltungszustand der Art in der Schwarzmeer-Region als unzureichend und in allen anderen Vorkommensgebieten als schlecht eingestuft (Stand: Februar 2014).